# Verzino
Verzino község (comune) Olaszország Calabria régiójában, Crotone megyében.

## Fekvése
A megye északi részén fekszik. Határai: Campana, Casabona, Castelsilano, Pallagorio és Savelli.

## Története
Egyes történészek véleménye szerint az ókori, enotrik által alapított Vertinae helyén épült ki. A 8-9. században baziliánus szerzetesek telepedtek meg a vidéken található barlangokban. Nevének első írásos említése Virzi formában a 14. századból származik. A 19. század elején, amikor a Nápolyi Királyságban felszámolták a feudalizmust Campana része lett, majd hamarosan elnyerte önállóságát.

## Népessége
A népesség számának alakulása:

## Főbb látnivalói
- Palazzo Municipale
- Palazzo Riolo
- Santa Maria Assunta-templom
- Santa Chiara-templom
- San Francesco-templom
- San Biagio-templom